# محمد آقازاده
محمد آقازاده یک روزنامه‌نگار کهنه‌کار و قدیمی و پیشکسوت ایرانی است.

## زندگی
او نزدیک به سی سالی است که روزنامه‌نگار است. او روزنامه‌نگاری را همچون صلیبی توصیف می‌کند که بر دوش گرفته تا به آن لحظهٔ رهایی برسد.
اخراج از کیهاناو از کارگری چاپخانه وارد تحریریه روزنامه کیهان شد. به گفته خودش بعد از چهارده سال راجع به هنر و زندگی نوشته بود چون نمی‌خواست قلم را به افترا آلوده کند از کیهان اخراج شد ولی با این وجود کیهان هوایی حدود یک‌سال پذیرای او بود. بعداً او در زمینه گزارش‌نویسی و برگزاری میزگرد در مورد توسعه، تجربه کسب کرد.
اخراج از همشهریدر آغاز انتشار روزنامه همشهری، به نوشتن گزارش‌های اجتماعی مشغول بود. او می‌نویسد که گزارش از زورآباد، گلشهر مشهد، تایباد و… پاسخ او به کودکی‌اش بوده‌است. او از روزنامه همشهری اخراج شد.
اخراج از روزنامه ایرانوی بعد اخراج از همشهری در روزنامه ایران مشغول به کار شد. او معتقد است گروه آئینه، به دلیل افزودن واژه‌های جدید در فرهنگ سیاسی، گفتگوهای برهنه، تاب آوردن فشارها، دریچه تازه‌ای در روزنامه‌های کشور گشود. تیتر و نوشته‌هایی که از وی در مرگ شاعر ملی ایران زده بود: «جهان شاملو را از دست داد» و صفحاتی که در مورد او منتشر کرد با هزینه‌ای گزاف توسط روزنامه ایران به چاپ رسید و او آنرا بعنوان بیشترین هدیه‌ای که از روزنامه ایران دریافت کرده‌است می‌داند. او دلیل اخراج خود از روزنامه ایران را «به‌خاطر تن ندادن به رفتار برده‌وار» می‌داند.
سپس در سازمان فرهنگی و هنری، اتاق فکر را با کمک «زم» تأسیس کرد و با حداقل حقوق در آنجا مشغول کار شد.
او در مورد اخراجهای خود می‌گوید: «می‌خواهم این اخراج‌ها میراثی باشد برای دو فرزندم که از جان بیشتر دوستشان می‌دارم. تا آن‌ها بدانند جرم من روزنامه‌نگار و خود بودن بود.»
او در بسیاری از روزنامه‌ها قلم زده‌است. او سردبیر گزارش روز و روزنامه همبستگی بود که در گزارش روز پانزده روز تحمل شد و در همبستگی، کمی بیشتر. او در سالهای اخیر در دنیای تصویر صفحه‌ای به اسم اتاق فکر دارد.

## زندگی شخصی
مادرش پنج فرزندش را از دست داده بود. آن‌ها بیمار می‌شدند و می‌مردند. او می‌گوید مادرش بعد از مرگ پنج فرزندش آنقدر دعا خواند تا او و بقیه برادر و خواهرهایش زنده ماندند. او کودک کار بود و در کوچه و پس‌کوچه‌های فقر رشد کرد.

## دیدگاه‌ها
او همواره از بی عدالتی گله مند است.
او معتقد است آزادی به معنی پذیرش مسئولیت هر گفته و رفتار است و بردگی انکار هر نوع مسئولیتی در قبال خود و دیگران است.